# Харитонова, Анастасия Романовна
Анастасия Романовна Харитонова (24 июня 1966, Москва — 1 декабря 2003, там же) — русская поэтесса, литературовед и эссеист, драматург, переводчик, книжный иллюстратор. Член Союза писателей Москвы.

## Биография
Родилась в семье поэта Романа Федоровича Харитонова и журналиста, писателя-документалиста Тамары Александровны Илатовской. Ещё в школьные годы дважды побеждала на конкурсе юных поэтов Москвы. В 1990 году с отличием закончила Литературный институт им. А.М. Горького. В 1992 году стала золотым лауреатом Международного поэтического фестиваля «Poeta-92» в Италии, проходившего в городе Салерно. Четыре первых поэтических сборника запросила Библиотека Конгресса США. Колумбийский и Йельский университеты внесли поэта в свои каталоги.
Анастасия Харитонова делала переводы с немецкого, английского, латыни, итальянского, польского, французского и чешского языков. Сделанный ею перевод с польского философских стихов Папы Римского Иоанна Павла II подарил понтифику во время своего второго визита в Ватикан в феврале 1998 года первый Президент РФ Борис Ельцин.

Поэт Евгений Винокуров ценил стихи Харитоновой за ясность ощущения «трагической подосновы мира». Известный литературовед Игорь Волгин писал о ней: 
«Свобода дыхания — не только качество текста. Это качество самой её поэтической души».
 Критик Владимир Лакшин назвал её ясновидящей.
Анастасия Харитонова — автор двенадцати сборников стихотворений, шести пьес и нескольких эссе. Иллюстратор собственных книг.
Трагически погибла на 38-м году жизни.
Осталась дочь Марианна Марговская.

## Публикации
- Анастасия Харитонова. на «Самиздате»
- Анастасия Харитонова. на сайте «Сетевая Словесность»
- Анастасия Харитонова. Стихотворения. — «Литературная учёба», № 6, 2009
- Анастасия Харитонова. «Недаром темною стезей…» К 210-летию А. С. Пушкина. — «Литературная учёба», № 3, 2009
- Анастасия Харитонова. Инстинкт самонесохранения. — «Литературная учёба», № 4, 2009 —
- Anastasia Kharitonova. Le sang de l’eglantier / Europe. Revue litteraire mensuelle, № 990, Octobre 2011 — p. 285—288.
- Анастасия Харитонова. Душа с годами превратится в опыт. — «Поэтоград», № 29 (234), 2016
- Анастасия Харитонова. «Мои шаги». — «Дети Ра», № 12 (146), 2016
- Анастасия Харитонова. «Я курю. Я охрипла от дыма…» — «Поэтоград», № 01 (258), 2017